# Exorista fucosa
Exorista fucosa är en tvåvingeart som beskrevs av Louis-Paul Mesnil 1963. Exorista fucosa ingår i släktet Exorista och familjen parasitflugor. Inga underarter finns listade i Catalogue of Life.